# Referendo constitucional em Artsaque em 2017
Um referendo constitucional foi realizado na não reconhecida República do Alto Carabaque (atual República de Artsaque) em 20 de fevereiro de 2017. Pelo menos 25% dos eleitores registrados precisavam votar a favor para validar o resultado. O referendo passou com cerca de três quartos dos eleitores votando.

## Antecedentes
O presidente Bako Sahakyan criou uma comissão para redigir uma nova constituição para substituir a constituição de 2006. O projeto foi entregue em 24 de novembro de 2016 e aprovado pela Assembleia Nacional em 17 de janeiro por uma votação de 20 a 7.  Em 19 de janeiro, Sahakyan marcou a data do referendo. 

## Mudanças constitucionais
As mudanças constitucionais resultariam no nome "República de Artsaque" sendo oficialmente adotado para o país não reconhecido e usado juntamente com seu nome corrente, bem como na abolição do cargo de primeiro-ministro e na concessão de mais poder ao presidente para tomar decisões mais rápidas sobre segurança. 

## Resultados
| Opção                             | Votos   | %      |
| --------------------------------- | ------- | ------ |
| Favorável                         | 69.570  | 90.05  |
| Contrário                         | 7.686   | 9.95   |
| Votos brancos/inválidos           | 2,172   | –      |
| Total                             | 79.428  | 100.00 |
| Eleitores registrados / afluência | 103,818 | 76.51  |
| Fonte: CEC                        |         |        |

## Reações
O governo do Azerbaijão, do qual Alto Carabaque faz parte oficialmente, mas que perdeu o controle de facto da região após a Guerra do Alto Carabaque, condenou o referendo chamando-o de "provocação" e de contraproducente para o processo de resolução de conflitos.  O governo também emitiu um mandado de prisão internacional para três membros do Parlamento Europeu que atuaram como observadores no referendo.
O Grupo de Minsk da OSCE, mediador oficial do conflito do Alto Carabaque, declarou que os resultados do referendo não mudariam o estatuto jurídico do Alto Carabaque. 